# Jokela

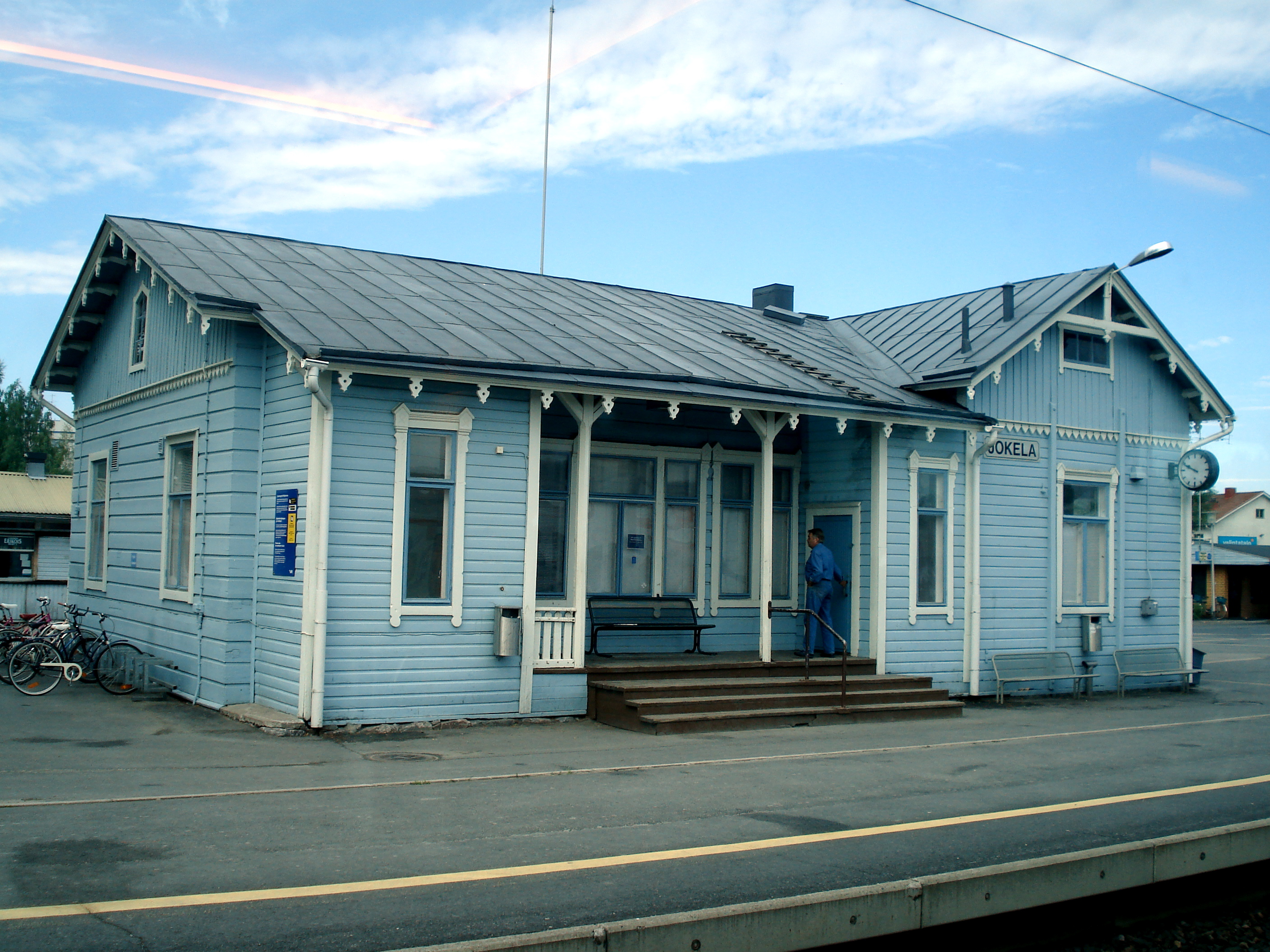
Bahnstation

Jokela [ˈjɔkɛlɑ] ist ein Ort in der Gemeinde Tuusula im Süden Finnlands. Er hat rund 5300 Einwohner und liegt im Norden der Gemeinde an der Eisenbahnstrecke Helsinki-Riihimäki. Viele Einwohner Jokelas pendeln in die Hauptstadt.
Bis Mitte des 19. Jahrhunderts war das Gebiet von Jokela kaum besiedelt. Die Entwicklung Jokelas begann nach der Eröffnung der Eisenbahnstrecke im Jahr 1862. Wegen der hochwertigen Tonböden in der Gegend und der Eisenbahnanbindung wurde in Jokela 1874 eine Ziegelfabrik eröffnet. Durch die Industrie wuchs Jokela zu einer einwohnerstarken Siedlung an: 1920 hatte der Ort 570 Einwohner, 1950 waren es bereits 1.617.
Am 21. April 1996 ereignete sich in Jokela ein schweres Zugunglück, als der Nachtzug P82 von Oulu nach Helsinki beim Befahren einer Weiche mit überhöhter Geschwindigkeit entgleiste. Vier Menschen kamen ums Leben, 75 wurden verletzt.
Beim Amoklauf von Jokela am 7. November 2007 im örtlichen Schulzentrum kamen neun Menschen um.